# Setze
El setze és el nombre que segueix el quinze i precedeix el disset. S'escriu 16 en xifres àrabs, XVI en les romanes i 十六 en les xineses. És la xifra més petita que té 5 divisors. El sistema en base 16 o hexadecimal s'usa molt a la informàtica. És el quadrat de quatre.
Ocurrències del setze:
- En algunes parts dels Estats Units i el Canadà l'edat de 16 anys dona accés al permís de conduir.[2]
- És l'edat de la fi de l'ensenyament obligatori en alguns països, com Espanya.[3]
- Designa l'any 16 i el 16 aC.
- És un nombre d'Erdős-Woods.[4]